# アニェス1世 (ヌヴェール女伯)
アニェス1世（フランス語：Agnes I, 1170年 - 1192/3年）は、ヌヴェール女伯、オセール女伯およびトネール女伯（在位：1185年 - 1192/3年）。ヌヴェール伯、オセール伯およびトネール伯ギーとモンパンシェ女領主マティルド・ド・ブルゴーニュの娘。

## 生涯
1181年に兄ギヨーム5世が死去したためヌヴェール、オセールおよびトネール伯領の後継者となり、グリニョン領主オリヴィエ・"アルビュス"（1181/4年没）と結婚した。オリヴィエが死去した後、フランス王フィリップ2世が1184年にピエール2世・ド・クルトネーとアニェスとの結婚を決めた。
1185年、アニェスと夫ピエール2世は特許状によりサン＝テティエンヌの教会の特権を確認し、1190年6月10日、夫妻はサン＝シールのために相続により自分たちが保持していた権利を特許状により放棄した。1191年、夫妻はアニェスの母マティルド・ド・ブルゴーニュのトネール伯領を購入した。
アニェスは1192年か1193年に死去した。この時、夫ピエール2世は第3回十字軍のため聖地に赴いていた。一人娘のマティルド（1188年 - 1257年）はヌヴェール女伯、オセール女伯およびトネール女伯位を継承し、1199年にエルヴェ4世・ド・ドンジー（1222年没）と結婚、1226年にギーニュ4世・ド・フォレ（1241年没）と再婚した。